# Hans Axel von Fersen
Il conte Hans Axel von Fersen, in francese spesso detto Axel de Fersen (Stoccolma, 4 settembre 1755 – Stoccolma, 20 giugno 1810), è stato un diplomatico e militare svedese, Generallöjtnant (Tenente generale) nel Regio Esercito svedese, Signore del Regno (En af rikets herrar) e statista.
Figlio dello statista Axel von Fersen il Vecchio e della contessa Hedvig Catharina De la Gardie (discendente attraverso i suoi parenti dalla Casa Reale di Vasa). Fu accuratamente educato in casa, al Carolinum a Brunswick, a Torino e a Strasburgo. Nel 1779 entrò al servizio militare francese con il reggimento Royal-Bavière. Accompagnò il comandante in capo francese, il generale Rochambeau, in America durante la guerra d'indipendenza dal Regno Unito e servì anche da interprete tra Rochambeau e George Washington. Si distinse militarmente, in particolare durante l'assedio di Yorktown del 1781, e nel 1785 fu creato colonnello proprietario del reggimento Royal Suédois. Alla fine della rivoluzione americana divenne un membro della Società dei Cincinnati fin dalla sua fondazione.
Fu noto come amatore, gentiluomo e famoso libertino, e gli vennero attribuite relazioni con varie donne celebri, tra le quali la regina Maria Antonietta di Francia, l'avventuriera italiana Eleanore Sullivan, e la duchessa reale svedese Edvige Elisabetta Carlotta di Holstein-Gottorp.

## Biografia

### Famiglia e origini

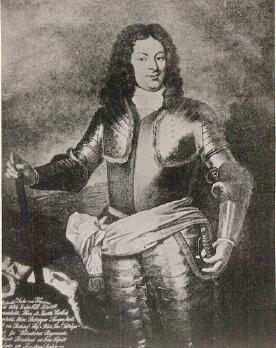
Reinhold Johan von Fersen, fondatore della nobile famiglia dei Fersen

Hans Axel von Fersen era il secondo figlio del conte Fredrik Axel von Fersen, un importante diplomatico svedese, e di Hedvig Catharina De la Gardie. I suoi genitori si erano sposati nel 1752. Aveva una sorella maggiore, Hedvig Eleonora von Fersen, e una sorella e un fratello minori, Eve Sophie von Fersen e Fabian Reinhold von Fersen.
Come buona parte degli aristocratici dell'epoca, Fersen era membro della massoneria, in una loggia moderata.

### La relazione di Fersen con Maria Antonietta
Fersen aveva diciott'anni quando conobbe a un ballo in maschera la delfina Maria Antonietta, sua coetanea; il loro incontro, avvenuto il 30 gennaio 1774, fu puramente casuale: Maria Antonietta s'era recata in incognito a un ballo mascherato e si ritrovò a conversare con il conte svedese, che in seguito nel suo diario scrisse: «La Delfina mi parlò a lungo senza che sapessi chi fosse; quando venne infine riconosciuta, tutti le si strinsero attorno ed ella si ritirò in un palco alle tre del mattino: io lasciai il ballo».

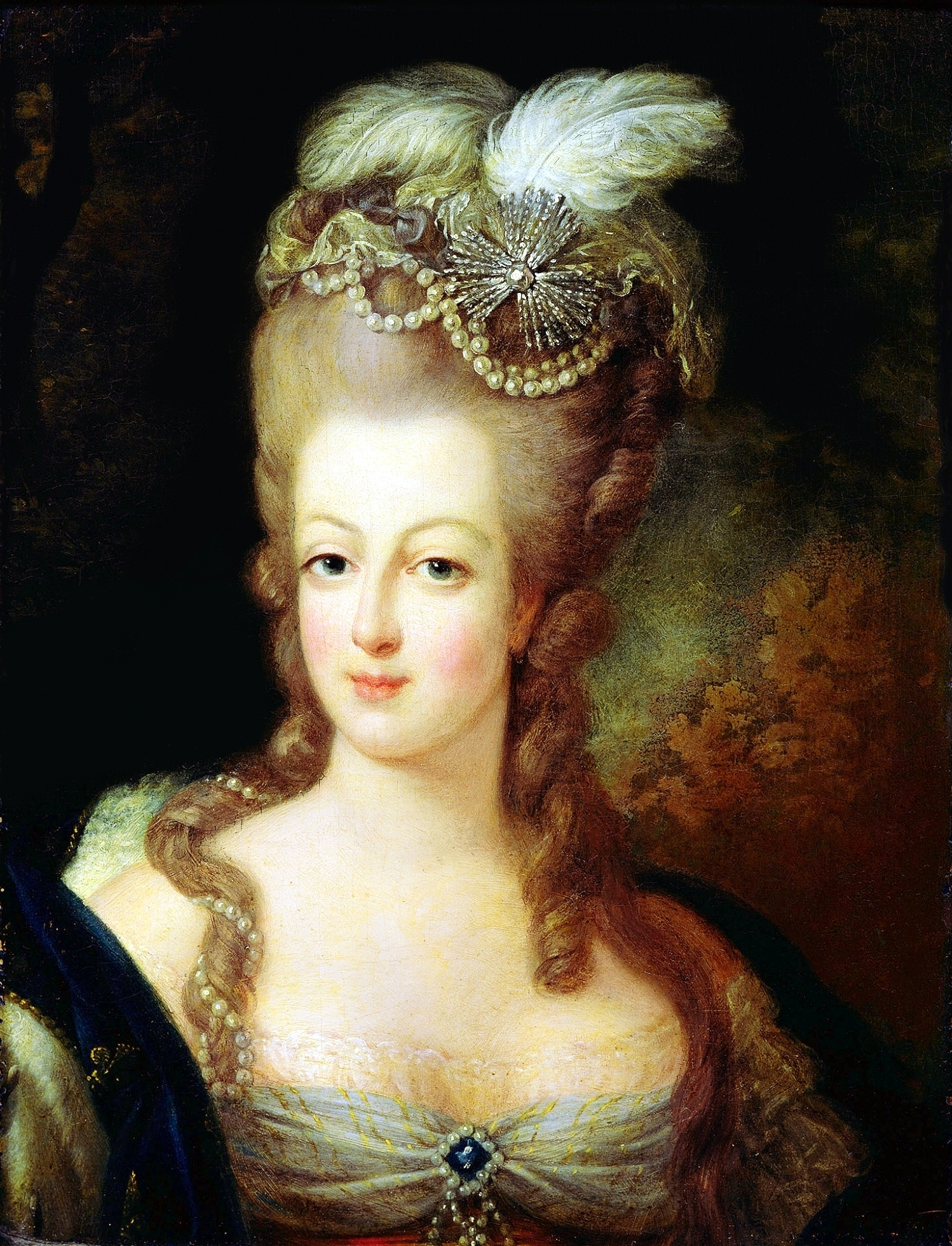
Maria Antonietta a 20 anni, poco dopo il primo incontro con Fersen

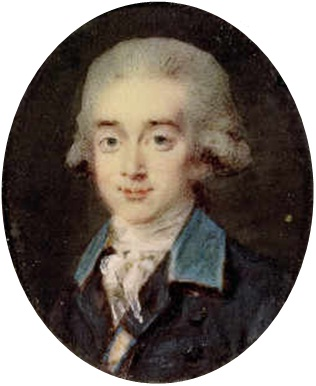
Miniatura di Peter Adolf Hall raffigurante Fersen in giovane età.

Il loro primo incontro si limitò a questo: Fersen tornò regolarmente a Versailles, dove fu ricevuto con particolare cortesia, ma nel suo diario non citò altre conversazioni con Maria Antonietta, impegnata con l'allestimento dell'Ifigenia in Aulide di Gluck; due giorni dopo la morte di Luigi XV, Fersen partì per l'Inghilterra, interessato a contrarre matrimonio con la ricca ereditiera Catherine Leyell.
Sfumato questo possibile matrimonio, Fersen decise nel 1778 di dedicarsi alla vita militare e, dal momento che suo padre era stato a servizio sotto Luigi XV, il giovane conte tentò la fortuna con Luigi XVI. Il 25 agosto Maria Antonietta, tra la folla di gente che le veniva presentata, riconobbe il conte, che aveva incontrato quattro anni prima; Fersen, in una lettera indirizzata a casa, scrisse: «La regina, che è affascinante, quando mi vide esclamò: "Ah, è una vecchia conoscenza!". Gli altri membri della famiglia reale non mi dissero una parola». Fersen, seppur lusingato dalla calorosa accoglienza, si recava poco a omaggiare la regina, che fece delle rimostranze all'ambasciatore svedese Creutz: da quel momento il conte divenne un assiduo frequentatore della reggia; in una lettera, Fersen informò il padre che: «La regina, che è la più bella e amabile regina che io conosca, ebbe la bontà di chiedere spesso di me. Ha domandato a Creutz perché io non frequentassi le sue partite di gioco della domenica, e quando seppe che io vi ero andato un giorno in cui il ricevimento era sospeso, se ne è per così dire scusata con me».
La regina, all'epoca dei fatti incinta di Madame Royale, non nascose la sua simpatia per lo svedese: lo accolse nella sua cerchia, lo invitava alle cene nel suo appartamento privato ed espresse anche il desiderio di vederlo con indosso la particolare uniforme svedese. Alto ben un metro e novanta, atletico, dalle larghe spalle, aveva un volto aperto, leale; i brillanti occhi azzurri, orlati di lunghe ciglia nere, e l'aria di fredda riservatezza, gli avevano già fatto guadagnare l'appellativo di le beau Fersen (il bel Fersen). La regina era incapace di dominarsi alla presenza del conte: una dama affermò di averla vista chiaramente tremare quando Fersen le si presentò inaspettatamente. A corte iniziarono a spargersi dei pettegolezzi sull'inclinazione della regina per il conte; quest'ultimo, che nonostante il favore di cui godeva, voleva perseguire le sue ambizioni militari, decise d'imbarcarsi per l'America e combattere in nome della causa della rivoluzione americana, appoggiata dal re di Francia.

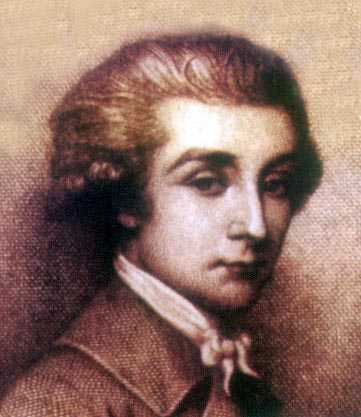
Fersen in un altro ritratto giovanile

All'inizio del 1779 il conte Fersen, prima d'imbarcarsi, andò a rendere omaggio alla regina: Maria Antonietta, tremando e volgendosi verso il conte, cantò al clavicembalo un'aria della Didone: «Ah, che pensiero felice mi spinse ad accoglierti nella mia corte». Dopo la partenza di Fersen, l'ambasciatore svedese scrisse a Gustavo III di Svezia: 

Il conte Fersen tornò a Versailles nel 1783, quattro anni dopo la sua partenza. Nel frattempo il conte e la regina avevano intrattenuto un contatto epistolare. Obbiettivi del conte erano sempre trovare una moglie e farsi affidare un reggimento francese: le possibili spose erano la solita Miss Leyell e Germaine Necker, mentre il reggimento era quello degli Suédois Regals (gli svedesi reali). Maria Antonietta s'adoperò affinché Fersen ottenesse quella carica, e il padre del conte sborsò l'enorme cifra di centomila livres per comprargli il brevetto di colonnello. Nel frattempo le sue possibili spose avevano contratto matrimonio, ed egli scrisse alla sorella Sophie:
(Fersen alla sorella)

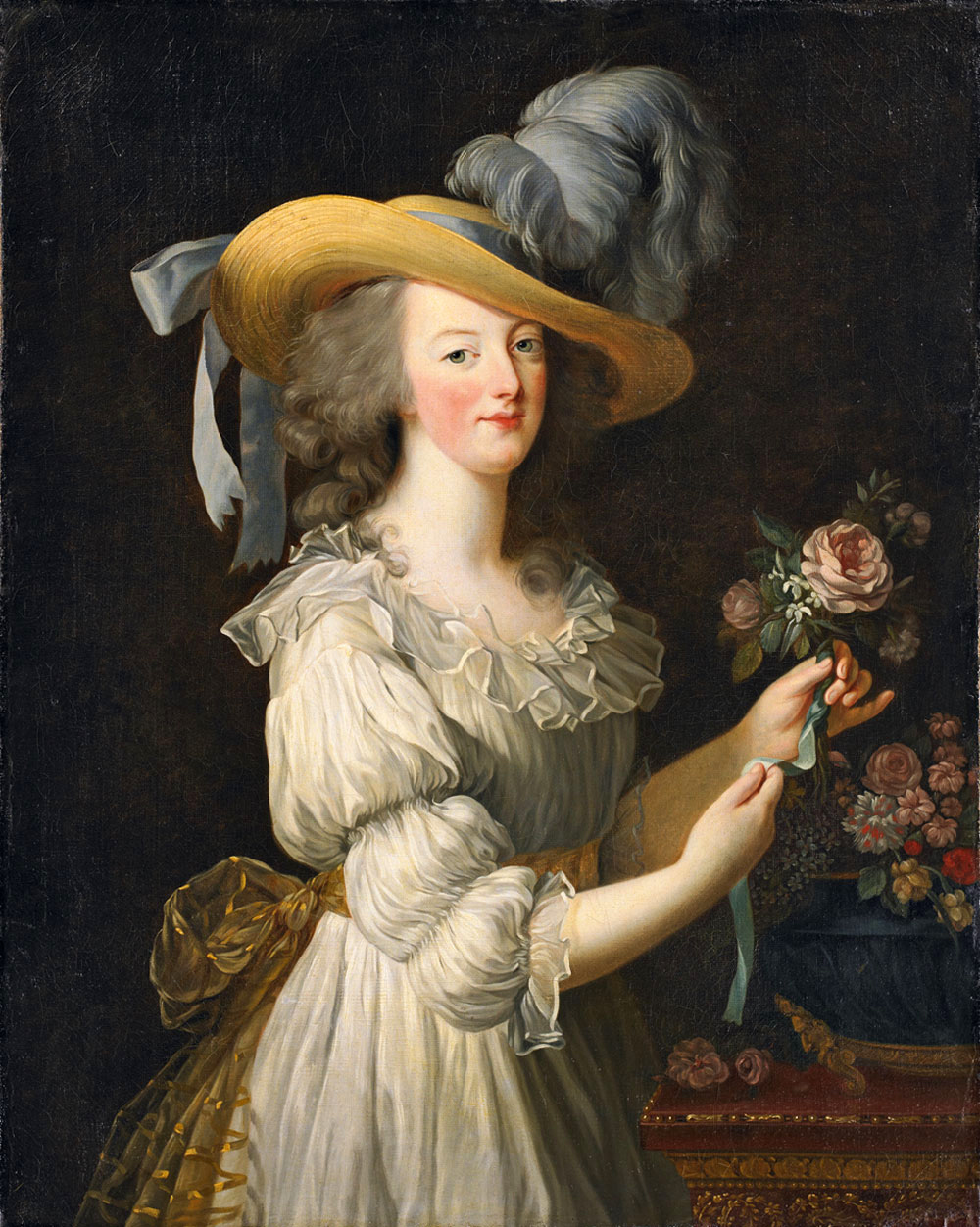
Maria Antonietta en Gaulle. Dipinto di Élisabeth Vigée Le Brun (1783).

Questa persona si pensa potesse essere Maria Antonietta. Il 20 settembre 1783 Fersen lasciò la Francia e per due anni fu al seguito di re Gustavo nei suoi viaggi. Dal 1785 si trasferì definitivamente in Francia. Fino alla rivoluzione francese rimase a fianco della famiglia reale, prima a Versailles poi alle Tuileries a Parigi, ed ebbe un ruolo fondamentale nella fuga a Varennes: Fersen guidò la fallita fuga dei reali, ma lasciò la comitiva poco prima dell'arresto, ormai vicino al confine coi Paesi Bassi austriaci, fiducioso nella riuscita dell'impresa. Non si perdonò mai quest'assenza, che probabilmente gli salvò la vita.
Anche dopo, cercò invano di aiutare i reali negli anni più bui della rivoluzione, per esempio convincendo il duca di Brunswisk a emettere il famoso proclama, ispirato da Fersen stesso col consenso della regina, e scritto da nobili emigrati, in cui si minaccia la distruzione di Parigi in caso di minaccia alle vite dei reali, e invano tentò di salvare Maria Antonietta dalla ghigliottina, sino a tornare in incognito nel 1792, a rischio della vita, a fianco della regina ormai prigioniera del suo popolo, dopo la fallita fuga.
(Carlo Guglielmo Ferdinando, duca di Braunschweig-Brunswick, il 25 luglio 1792, scritto in realtà da due nobili emigrati e ispirato da Fersen)
L'affetto tra il conte Fersen e Maria Antonietta non può essere messo in discussione, ma se ci sia stato tra di loro un sentimento romantico (e reciproco), o se, come alcuni ipotizzano, i due fossero addirittura amanti, non può essere stabilito su basi certe. Molti storici che si occuparono della sovrana s'interrogarono su questa questione, liberandosi dapprima dell'aura sacra creata intorno a Maria Antonietta nel 1800 con il mito della regina martire.
Una relazione fisica, anche se improbabile, viene spesso considerata, dato il fascino di Fersen e il suo carattere libertino. Non faceva parte del costume settecentesco che il conte rimanesse fedele alla regina: il suo compito era quello di offrire a Maria Antonietta una devozione romantica; lei era per lui al di sopra di tutto e di tutti, era la regina che bisognava preservare e proteggere: in una lettera alla sorella la definisce «un angelo di Dio».

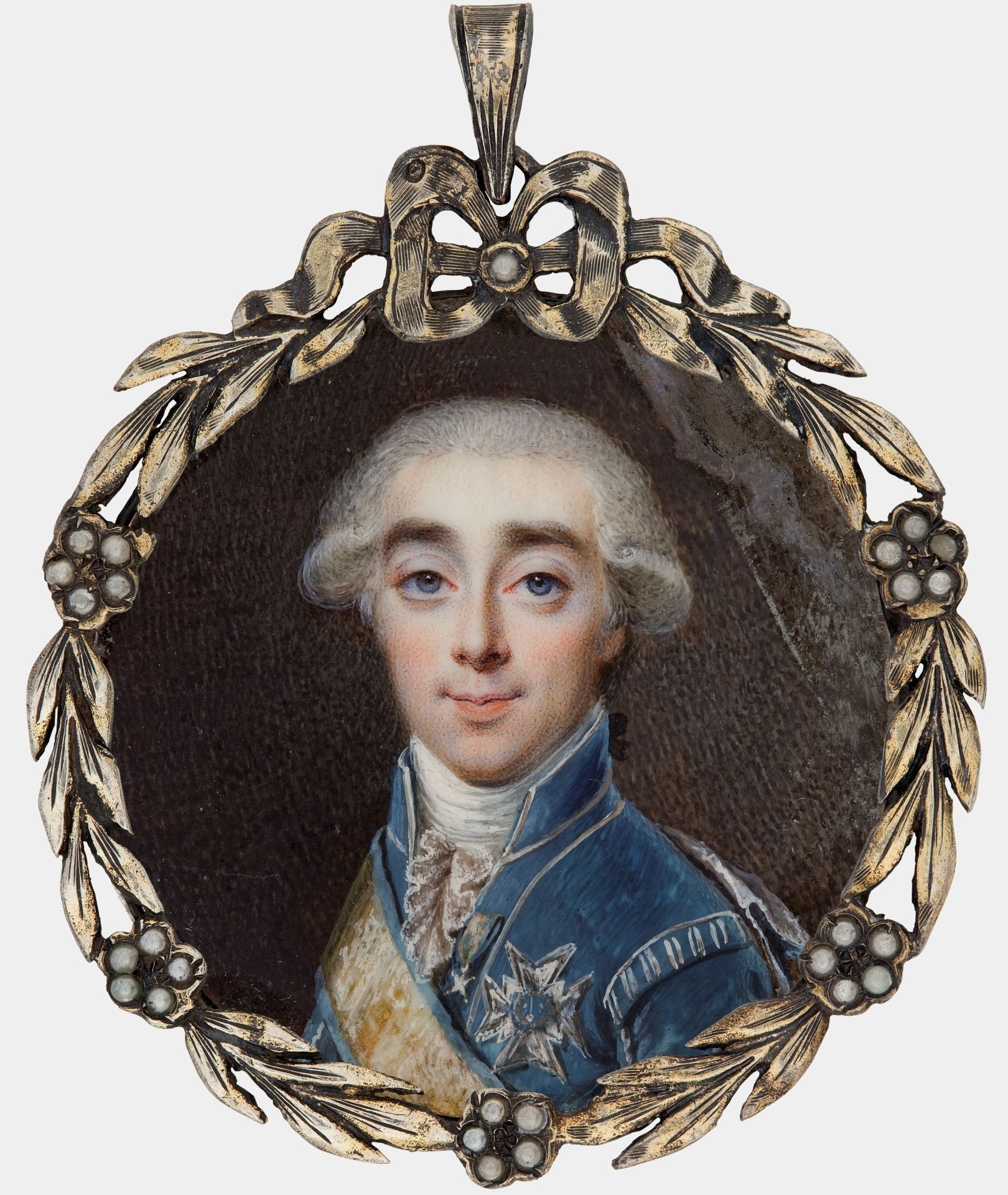
Ritratto di Axel von Fersen realizzato nel 1798, probabilmente da ritratto giovanile

I libelli pornografici che venivano ampiamente diffusi, non riportarono mai Fersen come presunto amante della regina ed erano concentrati su relazioni omosessuali con la Polignac e incestuose con il conte d'Artois. Diversi contemporanei di Maria Antonietta affermarono chiaramente che tra la regina e il conte ci fosse stato un rapporto intimo: Lady Elizabeth Foster, che faceva parte delle amicizie inglesi di Maria Antonietta e che aveva anche avuto una relazione con Fersen, affermò che il loro rapporto fu certamente intimo negli ultimi otto anni, cioè dal 1785. La stessa opinione era condivisa dalla contessa di Boigne, troppo giovane per ricordare quegli anni, ma memore delle informazioni ricevute dallo zio che faceva parte della cerchia dei Polignac. Saint-Priest, diplomatico francese dell'ancien régime, libero da qualsivoglia ostilità nei confronti di Maria Antonietta, affermò che la regina e Fersen ebbero incontri intimi al Trianon, a Saint Cloud e alle Tuileries.

Il carteggio di Fersen e di Maria Antonietta, conservato nel castello di Stafsund, fu pubblicato nel 1878 dal pronipote di Fersen, il barone di Klinckowström, in edizione censurata: varie frasi erano sostituite da puntini. La versione ufficiale dei fatti era che le frasi risultavano illeggibili perché cancellate da Fersen in persona, poiché contenevano informazioni politiche che non dovevano essere lette da re Gustavo. È però irreale che le interpolazioni delle parti mancanti riguardino la politica, poiché sono in mezzo a frasi di gusto sentimentale, dopo gli addii o in domande sulla salute personale. Di fronte alle spiegazioni chieste al Klinckowström, egli, pur di non offrire il carteggio depennato, affermò di averlo distrutto: di questa perdita documentaristica furono convinti gli storici della regina che analizzarono la questione, tra i quali Stefan Zweig e André Castelot. Le famose lettere furono ritrovate nel 1982 da alcuni discendenti di Fersen e furono vendute a Londra, dove le acquistarono gli Archivi Nazionali francesi. La storica Evelyne Lever ha avuto modo di leggere gli originali e di confrontarli con la versione pubblicata dal barone di Klinckowström: le trascrizioni risultavano piuttosto corrette, escludendo i famosi passi cancellati, rimasti illeggibili nonostante le tecnologie moderne. Ma già gli storici del passato, come Zweig e Castelot, erano a conoscenza di un bigliettino cifrato rimasto nel castello di Stafsund e sfuggito al Klinckowström. Il biglietto, ritrovato dal traduttore ed esperto in lingue scandinave Lucien Maury, consiste in queste righe: 
L'ultimo incontro tra Fersen e la regina avvenne più di sei mesi dopo la fuga a Varennes: il 13 febbraio 1792 il conte riuscì a entrare di nascosto negli appartamenti privati della regina, nelle Tuileries; il suo diario contiene sintetiche note in francese a proposito: «Lunedì 13, andai dalla regina; presi la mia solita strada; paura della Guardia Nazionale; i suoi appartamenti meravigliosi. Rimasi lì. Martedì 14, vidi il re alle sei di sera». Il redattore del diario di Fersen tentò d'occultare invano la breve frase «Rimasto lì» (Resté là), che fu facilmente decifrata. La storica Evelyne Lever, come Antonia Fraser, sottolinea come questa frase abbia fatto discutere: alcuni sostengono che i due abbiano parlato di politica; altri, come Zweig, che abbiano avuto un rapporto sessuale. La Fraser sottolinea come l'espressione Resté là sia stata solitamente usata da Fersen per indicare una notte trascorsa con una delle sue molte amanti. Ovviamente su cosa accadde realmente si possono solo formulare ipotesi, ma restano, a testimonianza dell'amore di Fersen, i suoi dolorosi scritti a seguito della morte di Maria Antonietta, come ad esempio una lettera indirizzata alla sorella Sophie:
(Fersen alla sorella)
Non è mai stato quindi completamente chiarito se si trattasse solo di un amore platonico e romantico senza l'aspetto sessuale oppure no. In seguito alla morte di Maria Antonietta, Fersen vagò per l'Europa, anche in qualità di diplomatico per conto del re di Svezia Gustavo IV, da uomo politicamente influente, ma dalla sua corrispondenza privata risulta non sia mai più tornato ad essere felice come al fianco di Maria Antonietta.

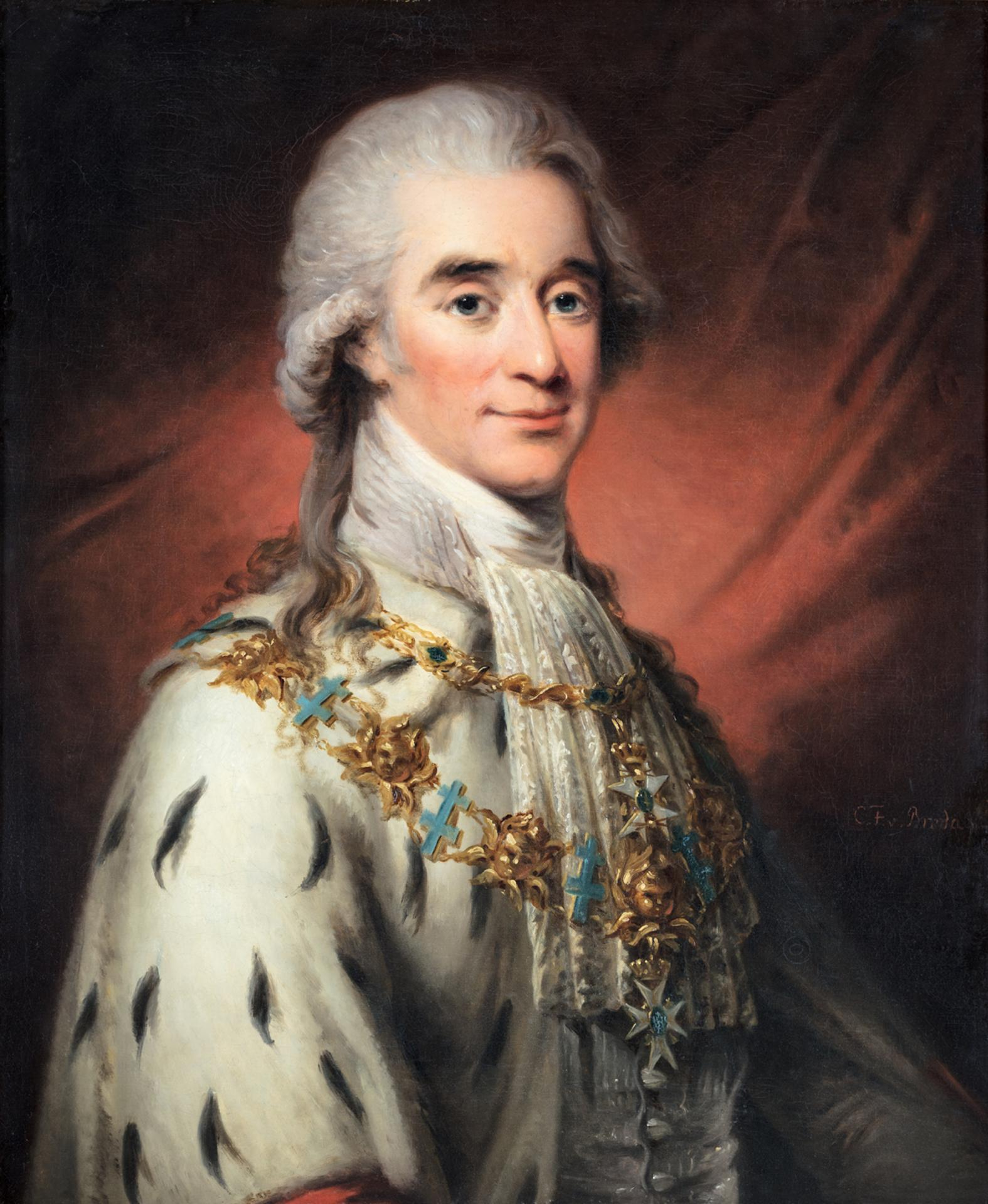
Fersen con le insegne diplomatiche nel 1800

Egli s'impegnò strenuamente contro eventuali influenze giacobine in Svezia e in Europa. Il conte convinse il re ad adoperarsi negli anni seguenti (1793-1809) per aiutare i movimenti reazionari e controrivoluzionari francesi e gli emigrati a rovesciare il governo rivoluzionario, ma senza successo, e sostenendo finanziariamente i realisti interni dopo il colpo di stato del 9 termidoro nel 1794 (i monarchici nella Convenzione termidoriana, gli insorti di vendemmiaio, il club di Clichy e la resistenza vandeana), nonché a cercare di tessere alleanze tra Regno Unito, Svezia, Regno di Prussia e Impero russo nelle varie coalizioni delle guerre antifrancesi, prima contro la Repubblica e poi contro l'Impero di Napoleone, onde portare Luigi XVIII sul trono e rovesciare il nuovo regime nato dalla rivoluzione.

### Fine della carriera diplomatica
Quando Gustavo IV Adolfo perse il trono nel 1809, Fersen lasciò gli incarichi ufficiali. Quell'anno, Gustavo IV, dopo aver perso la Finlandia nella guerra contro l'Impero russo fu costretto all'abdicazione da un colpo di Stato militare, in favore di suo zio Carlo XIII, già reggente per il nipote alcuni anni prima e ora richiamato onde firmare la Costituzione liberale e garantire il passaggio. Non solo Gustavo IV, ma anche suo figlio ed erede, Gustavo di Vasa, principe ereditario legittimo, furono immediatamente esclusi dalla successione per decisione degli Stati Generali svedesi, i quali offrirono la corona al duca reggente Carlo. Carlo XIII (sposato con un'ex amante di Fersen e a sua volta amante della cugina del conte, da cui aveva avuto un figlio illegittimo, Carl Löwenhielm) era però senza figli legittimi superstiti (i due che aveva avuto, Luisa Edwige e Carlo Adolfo, erano morti neonati nel 1797 e nel 1798) e dovendo escludere i nipoti permanentemente, entrò in orbita napoleonica e ricorse all'adozione. Carlo adottò come principe ereditario Carlo Augusto di Augustenburg, principe danese, scegliendolo quindi come suo successore al trono di Svezia e Norvegia, e contemporaneamente designò come secondo in linea di successione un parente acquisito di Napoleone Bonaparte, il politico e militare francese - ex rivoluzionario giacobino e ministro del Direttorio - Jean-Baptiste Jules Bernadotte, futuro re Carlo XIV Giovanni di Svezia; Bernadotte era cognato di un fratello di Napoleone. Fersen e i fratelli, legittimisti e antinapoleonici (cosiddetto "partito gustavista"), erano convinti sostenitori di Gustavo IV e Gustavo di Vasa, loro parenti, e avversi a Carlo XIII e ai suoi figli adottivi, vedendo nel colpo di Stato e nell'adozione un'usurpazione del trono, e un pericolo nella politica filofrancese del re, dei parlamentari e dei militari. Il 28 maggio 1810, Carlo Augusto morì improvvisamente di ictus dopo essere caduto da cavallo per il malore, aprendo la strada alla successione di Bernadotte, ufficialmente adottato nei giorni seguenti, e facendo entrare la Svezia direttamente in orbita francese. La voce popolare accusò a torto Fersen di essere stato parte, con la sorella, Sophie von Fersen, di una presunta congiura che aveva avvelenato l'erede adottivo.
Secondo i complottisti, essi volevano con il presunto omicidio costringere anche Bernadotte alla rinuncia e riportare sul trono l'abdicatario Gustavo IV o far rientrare Gustavo di Vasa nella linea di successione, ripristinando i diritti ereditari del Casato di Vasa-Holstein-Gottorp al posto del Casato di Bernadotte, da cui discesero tutti i futuri re del paese scandinavo.

### Morte

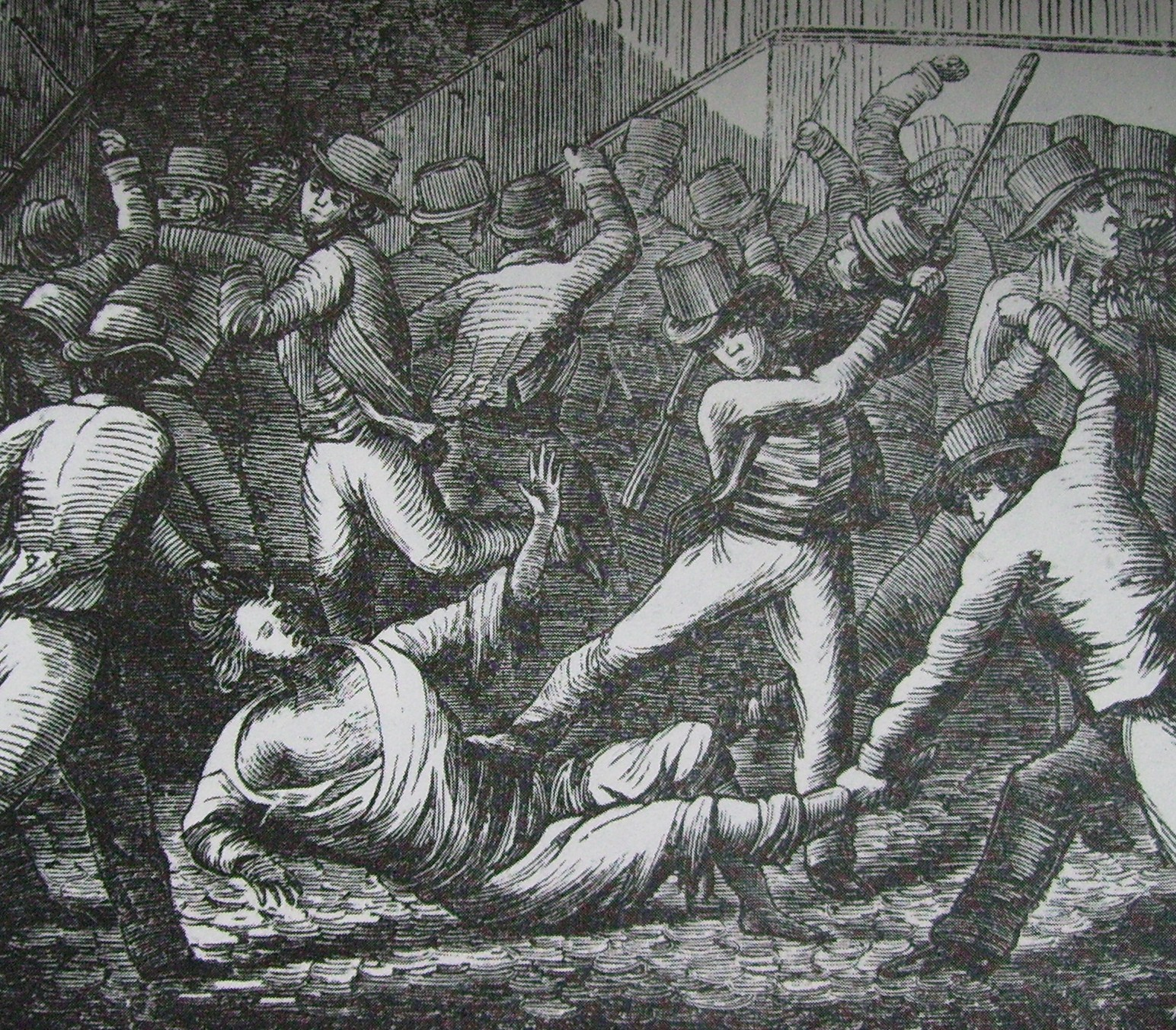
L'omicidio di Fersen

Il 20 giugno 1810 Fersen fu assassinato, linciato da una folla inferocita, durante il corteo funebre del principe Carlo Augusto. Durante il funerale ci furono tafferugli e la carrozza di Fersen fu presa d'assalto dalla folla che lo accusava della morte del principe. Il conte fu trascinato fuori e aggredito da un gruppo di persone che lo colpirono ripetutamente anche con armi, pietre e oggetti fino a farlo svenire. La morte fu dovuta a emorragia interna e soffocamento, causati dallo schiacciamento e "rottura della cassa toracica", avvenuta quando il marinaio Otto Johan Tandefelt saltò con entrambi i piedi sul suo petto.
Fersen fu sepolto nella chiesa di Ljung, nell'Östergötland, nella cappella funeraria di famiglia.

## Nella cultura di massa
- Nel 1938 Fersen fu interpretato da Tyrone Power nel film Maria Antonietta, con Norma Shearer nel ruolo della regina.
- Nel 1989 Fersen è stato interpretato da Jean-Yves Berteloot nella miniserie La rivoluzione francese, e nel 2006 da Jamie Dornan nel film Marie Antoinette di Sofia Coppola.
- Fersen è un personaggio della seconda cronaca del libro di Cassandra Clare Le cronache di Magnus Bane.
- Fersen è un personaggio di rilievo nella serie manga e anime giapponese Lady Oscar di Ryoko Ikeda, e compare anche nel seguito Eroica - La gloria di Napoleone.